# Анаклет II (антипапа)
Анаклет II, роден като Петрус Пиерлеони, (на италиански: Anacleto II, Anaklet II, Petrus Pierleon; * ок. 1090, Рим; † 25 януари 1138, Рим) е от 1130 г. до смъртта си антипапа към папа Инокентий II.

## Произход и духовна кариера
Петрус Пиерлеони произлиза от влиятелна еврейска фамилия, която е приела християнството. След следването му в Париж той става монах в прочутото абатство Клюни. Папа Паскалий II го извиква в Рим и ок. 1112 г. го прави кардинал-дякон на Санти Козма е Дамиано или 1106 г. на кардинал. През 1120 г. Пиерлеони става кардинал-свещеник на Санта Мария ин Трастевере и 1121 г. папски легат в Англия и Франция.
След смъртта на папа Хонорий II през 1130 г. на 14 февруари същата година се избират двама папи. Папа става Инокентий II, избран с малцинство, повечето кардинали избират Петрус Пиерлеони, който взема името Анаклет II.
Анаклет II първо има успех в Рим и принуждава Инокентий II да избяга. След това той се съюзява с могъщия крал Рожер II от Сицилия, с което прави императорската партия за продължителен враг.
Крал Лотар III довежда през 1133 г. Инокентий II обратно в Рим, завладява обаче само част от папския град, катедралата Св. Петър е защитавана успешно от Анаклет. Лотар III получава от благодарност за помощта му от Инокентий II императорската корона в Латерано базиликата. По това време Франджипаните, като привърженици на Инокентий II, престрояват Колозеума като крепост. След оттеглянето на Лотар, който не се съгласява за поход против Рожер II, за който го съветва Инокентий II, малко по-късно Анаклет II печели обратно владетелството над Рим.
Анаклет II умира през 1138 г. Схизмата не се прекратява, неговите останали привърженици избират Виктор IV за папа, който през 1138 г. с участието на Бернар от Клерво, трябва да се подчини на папа Инокентий II.